# 长春路街道 (吉林市)
长春路街道，是中华人民共和国吉林省吉林市船营区下辖的一个乡镇级行政单位。

## 行政区划
长春路街道下辖以下地区：
西安社区、电力学院社区、长春社区和繁荣社区。